# مارسيلو بالما
مارسيلو بالما هو منافس ألعاب قوى برازيلي، ولد في 2 يونيو 1966.

## وصلات خارجية
- مارسيلو بالما على موقع الاتحاد الدولي لألعاب القوى (الإنجليزية)
- مارسيلو بالما على موقع أوليمبيديا (الإنجليزية)